# Fort Ross

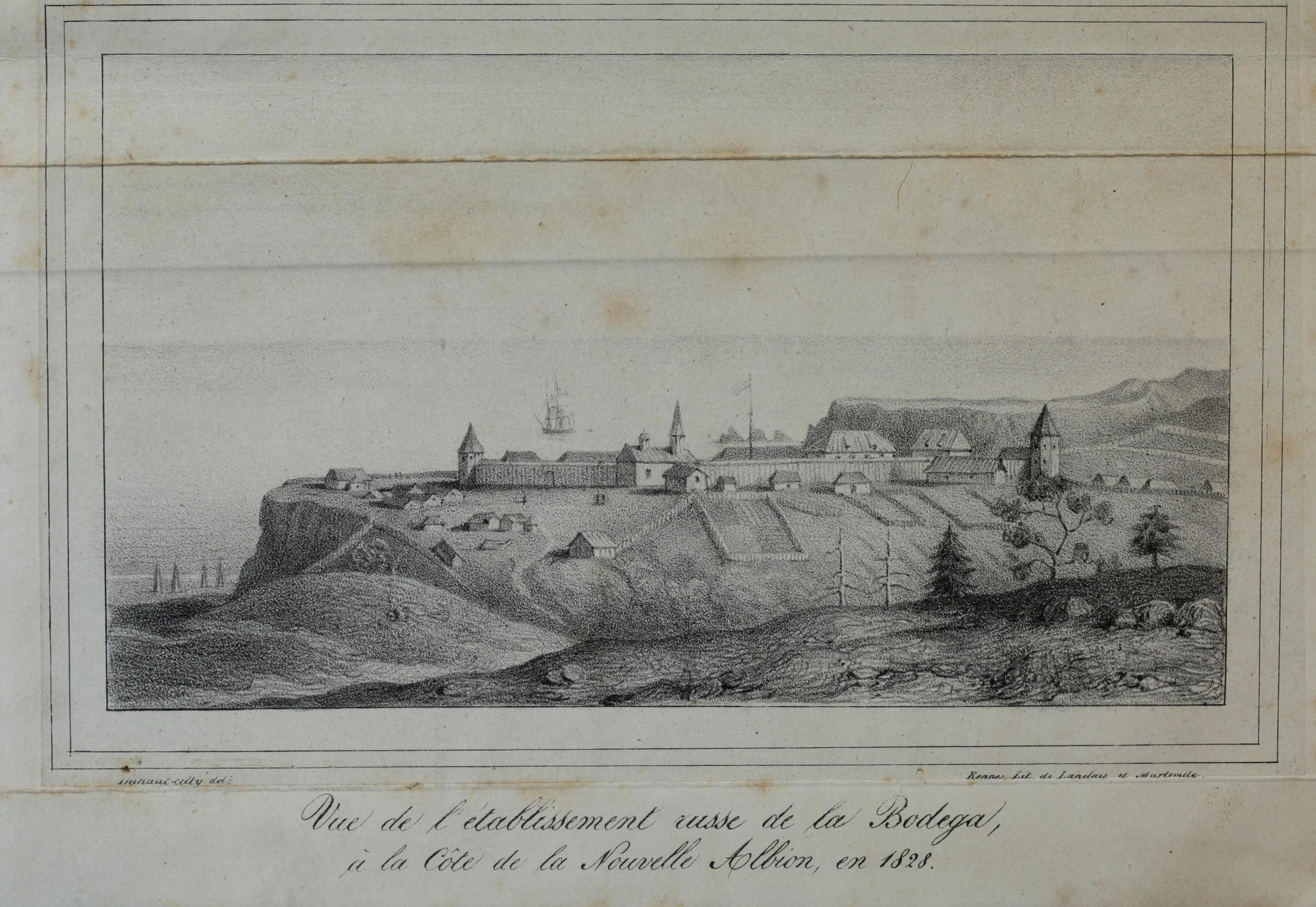
Widok na Fort Ross w 1828, A. B. Duhaut-Cilly

Fort Ross (ros. Форт-Росс; początkowo także jako Крепость Россъ – Twierdza Ross) – była rosyjska osada założona na wybrzeżu Pacyfiku na terenie, gdzie obecnie położone jest hrabstwo Sonoma w stanie Kalifornia (Stany Zjednoczone). Była głównym ośrodkiem wysuniętego najbardziej na południe osadnictwa rosyjskiego w Ameryce Północnej w latach 1812–1841. Nazwa Ross pochodzi z języka rosyjskiego i oznacza Rosję (ros. Россия) lub przymiotnik – rosyjski (ros. российский).

## Teraźniejszość
Dawna rosyjska twierdza służy obecnie jako muzeum i atrakcja. O jego stan dba rosyjska firma Renova oraz dobrowolnie także Amerykanie, głównie pochodzenia rosyjskiego. Od 2012 r. o stan byłej kolonii częściowo dba koncern naftowy Transnieft, który stara się poprawić stosunki amerykańsko-rosyjskie w dziedzinie handlu i kultury. Fort Ross jest bardzo atrakcyjnym i popularnym miejscem. W każdą ostatnią sobotę lipca odbywa się tu festiwal o nazwie Fort Ross Living History Day (znany również jako Fort Ross Festival), aby zapoznać odwiedzających z życiem osadników w kolonii. Fort Ross znajduje się na liście National Historic Site Stanów Zjednoczonych i jest chroniony przez oddział organizacji w Kalifornii.

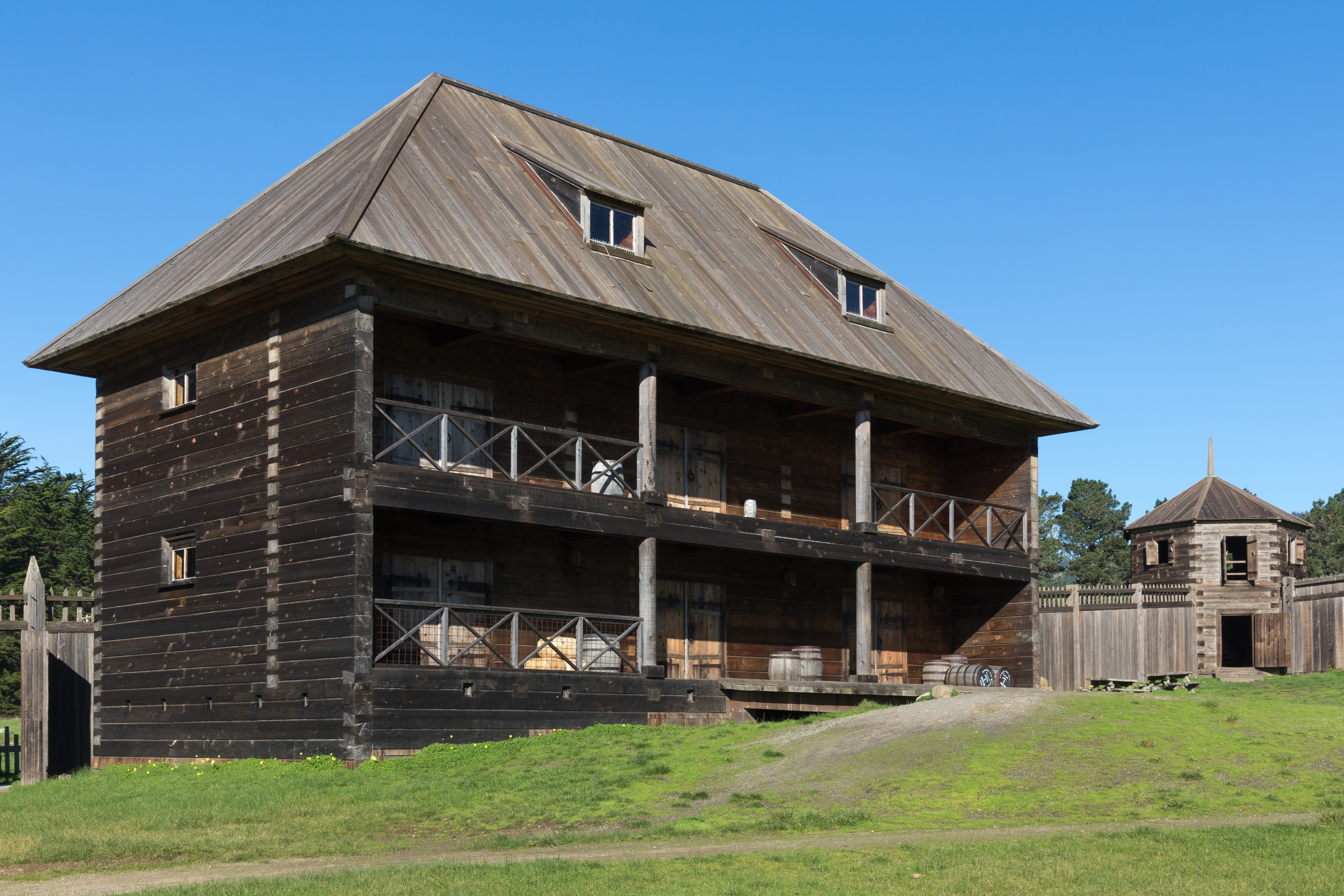
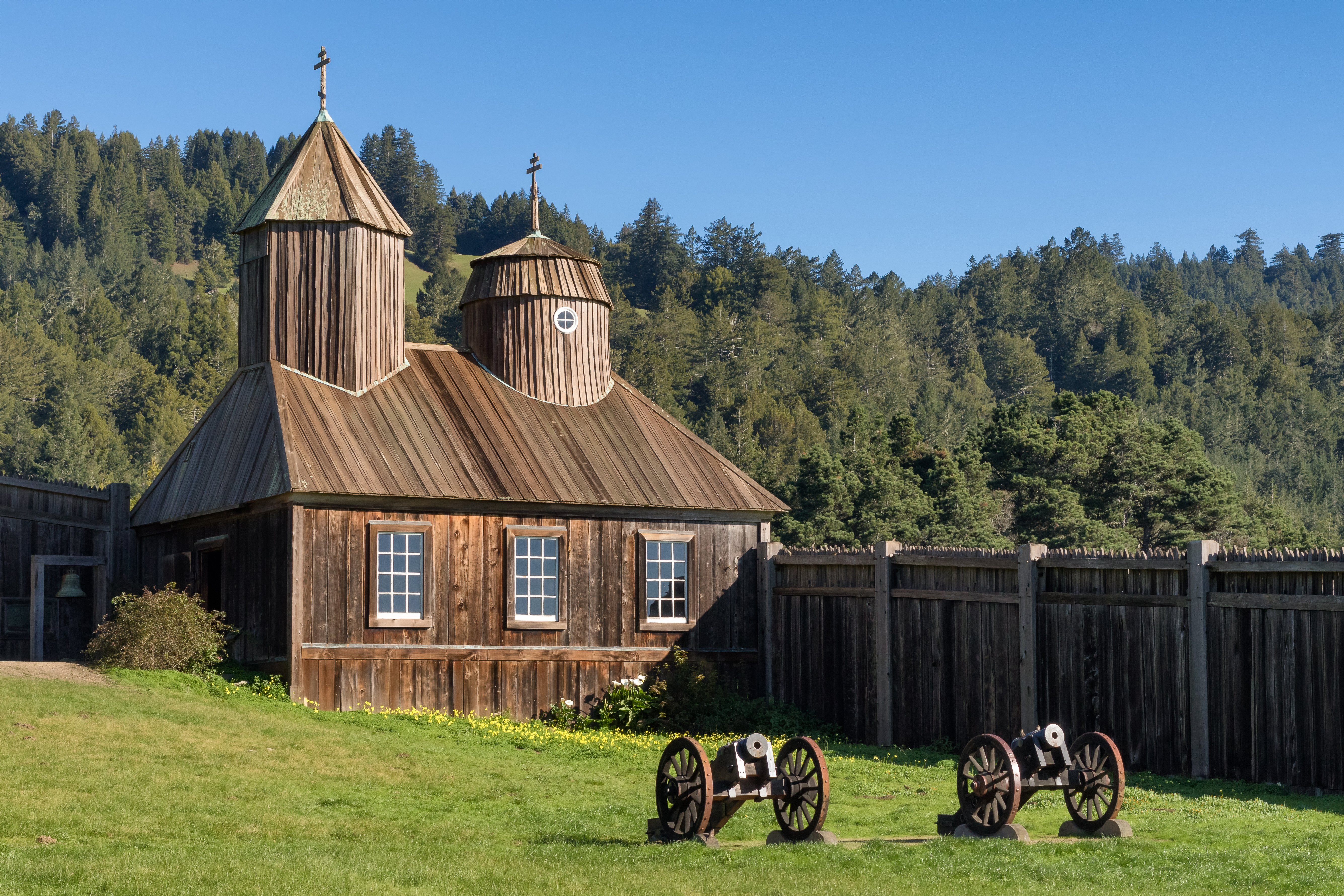
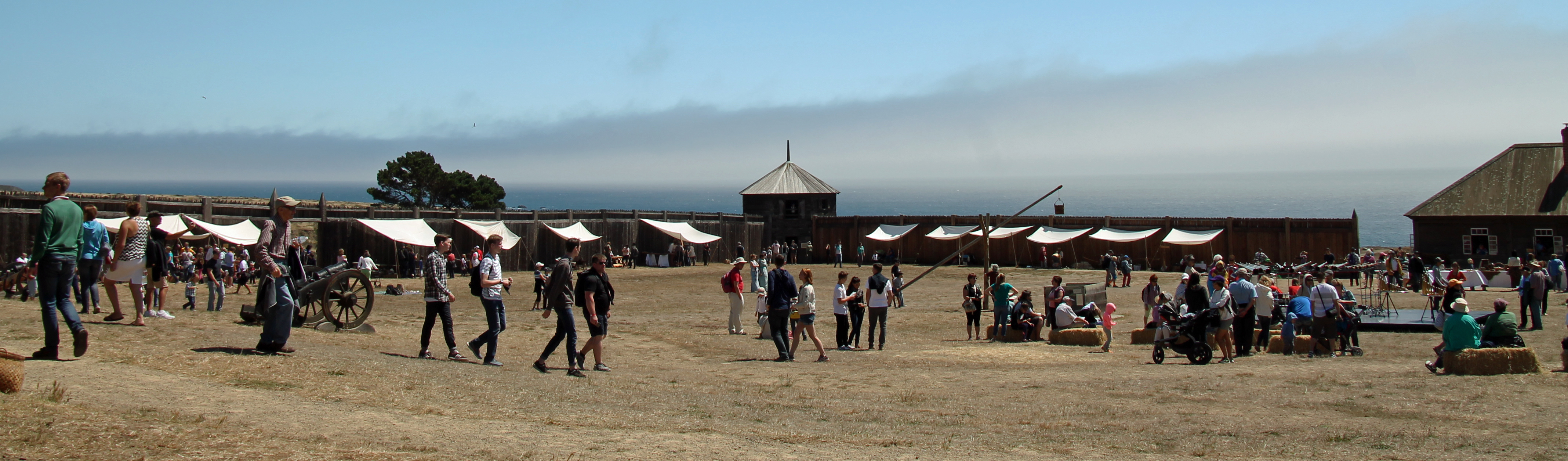